# Scottish League Cup 2005/06
Der Scottish League Cup wurde 2005/06 zum 60. Mal ausgespielt. Der schottische Ligapokal, der offiziell als CIS Insurance League Cup ausgetragen wurde, begann am 9. August 2005 und endete mit dem Finale am 19. März 2006. Am Wettbewerb nahmen die Vereine der Scottish Football League und Scottish Premier League teil. Wurde ein Duell nach 90 Minuten plus Verlängerung nicht entschieden, kam es zum Elfmeterschießen. Den Titel sicherte sich Celtic Glasgow im Finale gegen Dunfermline Athletic.

## 1. Runde
Ausgetragen wurden die Begegnungen am 9. und 10. August 2005.
|                       | Ergebnis              |                    |
| --------------------- | --------------------- | ------------------ |
| Alloa Athletic        | 2:1                   | FC Arbroath        |
| Berwick Rangers       | 4:2                   | Elgin City         |
| Brechin City          | ?:? n. V. (1:3 i. E.) | Partick Thistle    |
| FC Cowdenbeath        | 2:3                   | FC St. Johnstone   |
| FC East Fife          | 0:1                   | FC Stranraer       |
| FC East Stirlingshire | 1:3                   | FC Queen’s Park    |
| Forfar Athletic       | 1:4                   | Ross County        |
| Hamilton Academical   | 2:1                   | FC Dumbarton       |
| FC Montrose           | 0:1                   | FC Clyde           |
| Greenock Morton       | 1:2                   | Ayr United         |
| Raith Rovers          | 2:0                   | Airdrie United     |
| FC Stenhousemuir      | 0:1                   | FC Peterhead       |
| Albion Rovers         | 1:2                   | FC Gretna          |
| Stirling Albion       | 2:1                   | Queen of the South |

## 2. Runde
Ausgetragen wurden die Begegnungen am 23. und 24. August 2005.
|                  | Ergebnis |                      |
| ---------------- | -------- | -------------------- |
| FC Aberdeen      | 3:0      | Berwick Rangers      |
| FC Falkirk       | 2:1      | Partick Thistle      |
| FC Gretna        | 0:1      | Dunfermline Athletic |
| FC Kilmarnock    | 4:1      | Stirling Albion      |
| FC Motherwell    | 2:1      | Hamilton Academical  |
| FC Peterhead     | 2:3      | FC Clyde             |
| FC Queen’s Park  | 0:2      | Heart of Midlothian  |
| Raith Rovers     | 1:2      | FC Livingston        |
| Ross County      | 1:2      | Ayr United           |
| FC St. Johnstone | 0:1      | FC St. Mirren        |
| FC Stranraer     | 3:1      | FC Dundee            |
| Inverness CT     | 6:1      | Alloa Athletic       |

## 3. Runde
Ausgetragen wurden die Begegnungen am 20. und 21. September 2005.
|                 | Ergebnis  |                      |
| --------------- | --------- | -------------------- |
| Inverness CT    | 2:0       | Dundee United        |
| FC Kilmarnock   | 3:4       | Dunfermline Athletic |
| Glasgow Rangers | 5:2 n. V. | FC Clyde             |
| FC St. Mirren   | 0:2 n. V. | FC Motherwell        |
| FC Stranraer    | 0:2       | FC Aberdeen          |
| Ayr United      | 1:2       | Hibernian Edinburgh  |
| Celtic Glasgow  | 2:1 n. V. | FC Falkirk           |
| FC Livingston   | 1:0       | Heart of Midlothian  |

## Viertelfinale
Ausgetragen wurden die Begegnungen am 8. und 9. November 2005.
|                      | Ergebnis  |                     |
| -------------------- | --------- | ------------------- |
| Dunfermline Athletic | 3:0       | Hibernian Edinburgh |
| FC Livingston        | 2:1 n. V. | Inverness CT        |
| FC Motherwell        | 1:0       | FC Aberdeen         |
| Celtic Glasgow       | 2:0       | Glasgow Rangers     |

## Halbfinale
Ausgetragen wurden die Begegnungen am 25. Januar und 1. Februar 2006.
|                      | Ergebnis |                |
| -------------------- | -------- | -------------- |
| Dunfermline Athletic | 1:0      | FC Livingston  |
| FC Motherwell        | 1:2      | Celtic Glasgow |

## Finale
| Dunfermline Athletic                    | Dunfermline Athletic | Celtic Glasgow | Celtic Glasgow |
| --------------------------------------- | --- | --- | -------------- |
| Dunfermline Athletic                    | \| 19. März 2006 in Hampden Park (Glasgow) \| \| Ergebnis: 0:3 (0:1) \| \| Zuschauer: 50.090 \| \| Schiedsrichter: Stuart Dougal \| | \| 19. März 2006 in Hampden Park (Glasgow) \| \| Ergebnis: 0:3 (0:1) \| \| Zuschauer: 50.090 \| \| Schiedsrichter: Stuart Dougal \|                                                                                | Celtic Glasgow |
| Dunfermline Athletic                    | Allan McGregor – Greg Shields , Scott Wilson, Aaron Labonte, Iain Campbell (62. Derek Young) – Greg Ross (77. Simon Donnelly), Gary Mason, Scott Thomson, Frédéric Daquin (84. Bartosz Tarachulski), Lee Makel – Mark Burchill Cheftrainer: Jim Leishman | Artur Boruc – Paul Telfer, Stephen McManus, Bobo Baldé, Ross Wallace – Shunsuke Nakamura, Neil Lennon , Roy Keane (61. Dion Dublin), Shaun Maloney, Stilijan Petrow – Maciej Żurawski Cheftrainer: Gordon Strachan | Celtic Glasgow |
| Dunfermline Athletic                    | 0:1 Maciej Żurawski (43.) 0:2 Shaun Maloney (76.) 0:3 Dion Dublin (90.) | | Celtic Glasgow |
| Dunfermline Athletic                    | Gary Mason, Lee Makel, Frédéric Daquin | | Celtic Glasgow |
| 19. März 2006 in Hampden Park (Glasgow) | | |                |
| Ergebnis: 0:3 (0:1)                     | | |                |
| Zuschauer: 50.090                       | | |                |
| Schiedsrichter: Stuart Dougal           | | |                |